# Mimatybe pauliani
Mimatybe pauliani är en skalbaggsart som beskrevs av Stefan von Breuning 1957. Mimatybe pauliani ingår i släktet Mimatybe och familjen långhorningar.
Artens utbredningsområde är Madagaskar. Inga underarter finns listade i Catalogue of Life.